# الإحساس بالانتماء للمجتمع
الإحساس بالانتماء للمجتمع (أو الشعور النفسي بالمجتمع) هو أحد مفاهيم علم النفس المجتمعي وعلم النفس الاجتماعي، وغيره من تخصصات البحث، مثل علم الاجتماع الحضري، الذي يركز على تجربة المجتمع بدلاً من هيكله، أو تكوينه، أو محيطه، أو غير ذلك من الخصائص. صاغ المختصون بعلم الاجتماع، وعلم نفس الاجتماع، وعلم الإنسان، وغيرهم نظريات وأجروا أبحاث تجريبية حول المجتمع، بينما اختص نهج علم النفس بطرح الأسئلة حول الإدراك الحسي للفرد، وفهمه، واتجاهاته، ومشاعره، وغيرها من الأمور المتعلقة بالمجتمع وعلاقته به وبمشاركة الآخرين في تجربة مجتمعية كاملة ومتعددة الأوجه.
ذكر عالم النفس سيمور سارسون في إحدى كتاباته المبكرة لعام 1974 أن الشعور النفسي بالمجتمع أصبح المركز المفاهيمي لعلم نفس المجتمع والجماعة المشتركة، مؤكدًا على أنه «أحد الأسس الكبرى التي يبنى عليها تعريف الذات.» وبحلول عام 1986 كان هذا التعبير من المفاهيم الرئيسية الشاملة لعلم نفس المجتمع (سارسون، 1986؛ وشافيز وبريتي 1999).
ومن بين نظريات الإحساس بالانتماء للمجتمع تلك النظرية التي قدمها النفساني ماكميلان وتشافيز (1986) وهي حتى الآن الأكثر تأثيرًا ونقطة انطلاق معظم الأبحاث الحديثة في هذا المجال. وفيما يلي شرح وافٍ لها.

## التعريفات
يرى سارسون أن الشعور النفسي بالمجتمع هو «إدراك الفرد للتشابه بينه وبين الآخرين، والارتباط المتبادل والواعي بينهم، والرغبة في الحفاظ على هذا الارتباط المتبادل بتقديم أو فعل ما يتوقعه الآخرون لهم، والشعور بأن هذا الفرد جزء من بنية أكبر يمكن الاعتماد عليها وثابتة» (1974، ص. 157).
عرف ماكميلان وتشافيز (1986) الإحساس بالانتماء للمجتمع «بشعور أفراده بالانتماء، وبأنه كل فرد له أهميته لدى الآخر ولدى الجماعة، والإيمان المشترك بأن احتياجات الأفراد يلبيها شعورهم بالالتزام بالبقاء سويًا.»
حدد جاسفيلد (1975) بعدين للمجتمع: إقليمي وعلائقي. يختص البعد العلائقي للمجتمع بطبيعة العلاقات وجودتها في هذا المجتمع، في حين أن بعض المجتمعات قد لا تميزها حدود إقليمية ملحوظة كما في حالة مجتمع العلماء الذين يعملون في تخصص معين، فقد يكون بينهم نوع من أنواع التواصل وجودة في العلاقات على الرغم من أنهم قد يعيشون ويعملون في مواقع متباينة، وربما حول العالم. وتعرف مجتمعات أخرى بشكل أساسي وفقًا للمنطقة، كما في حالة الأحياء السكنية، ولكن حتى في مثل هذه الحالات، فإن القرب أو الإقليم المشترك لا يمكنه أن يشكل مجتمعًا بذاته، فالبعد العلائقي ضروري أيضًا.
قدم تحليل العوامل لـاستبيان حول الأحياء السكنية الحضرية اثنين من العوامل المميزة التي يصفها ريجر ولافراكاس (1981) بأنهما «الترابط الاجتماعي» و«التجذر المادي»، والتي تشبه إلى حد بعيد البعدين اللذين قدمهما جاسفيلد.

## السوابق المفيدة الموجودة في الأعمال المبكرة
اعتمدت الأعمال المبكرة حول الشعور النفسي بالمجتمع على الأحياء السكنية بوصفها المرجع، ووجدت علاقة بين الشعور النفسي بالمجتمع والمشاركة الأكبر (هانتر، 1975؛ واندرزمان وجيامارتينو، 1980)، والسلامة المتصورة (دوليتل وماكدونالد، 1978)، والقدرة على العمل بكفاءة في المجتمع (جلين 1981)، والرابطة الاجتماعية (ريجر ولافراكاس، 1981)، والنسيج الاجتماعي (نقاط القوة في العلاقات بين الأشخاص) (أهلبراندت وكانينجهام، 1979)، والشعور الأكبر بالهدف والسيطرة المتصورة (باتشراتش وزاوترا، 1985)، والمساهمات المدنية الكبرى (المساهمات الخيرية والمشاركة المدنية) (ديفيدسون وكوتر، 1986). تفتقر هذه الدراسات الأولية إلى إطار مفاهيمي محدد بوضوح، ومع ذلك، لم تستند أي من التدابير التي طورت على تعريف نظري بالشعور النفسي بالمجتمع.

## الأساس النظري الأولي: ماكميلان وتشافيز
تعد نظرية (وأداة) ماكميلان وتشافيز (1986) هي الأكثر صحة واستخدامًا في هذا المجال من الدراسات النفسية. فهما يفضلان التسمية المختصرة «الإحساس بالانتماء للمجتمع»، واقترحا أنه يتكون من أربعة عناصر.

### العناصر الأربعة للإحساس بالانتماء للمجتمع
وفقًا لنظرية ماكميلان وتشافيز توجد أربعة عناصر للإحساس بالانتماء للمجتمع:

#### العضوية
تتضمن العضوية خمس سمات:
- الحدود
- السلامة العاطفية
- الشعور بالانتماء والهوية
- الاستثمار الشخصي
- نظام رموز مشترك

#### التأثير
يظهر التأثير على الجانبين: يحتاج الأعضاء إلى الشعور بأن لديهم بعض النفوذ في المجموعة، كما أن هناك حاجة إلى أن تترك المجموعة بعض التأثير على أعضائها للوصول إلى تماسك المجموعة. وجدت الأبحاث الحالية (مثل: تشيجبو، 2013) حول المجتمعات الريفية والحضرية أن الإحساس بالانتماء للمجتمع أحد العوامل الرئيسية في التنمية.

#### التكامل وتلبية الاحتياجات
يشعر الأعضاء بالمكافأة بطريقة ما لمشاركتهم في المجتمع.

#### علاقة عاطفية مشتركة
«العنصر المحدد للمجتمع الحقيقي» (1986، ص 14)، ويتضمن التاريخ المشترك والمشاركة المشتركة (أو على الأقل الارتباط بالتاريخ).

### الديناميكيات داخل وبين العناصر
قدم ماكميلان وتشافيز (1986) المثال التالي لتوضيح الديناميكيات داخل وبين هذه العناصر الأربعة (ص 16):
يضع أحدهم إعلانًا على لوحة الإعلانات بالمهجع عن تشكيل فريق كرة سلة للمهجع. يحضر الناس الاجتماع التنظيمي كغرباء تدفعهم احتياجاتهم الفردية (التكامل وتلبية الاحتياجات). يتحدد الفريق بمكان الإقامة (يتم تعيين حدود العضوية) ويقضي أفراده وقتًا معًا في التمرين (فرضية الاتصال). يلعبون مباراة ويفوزون (حدث مشترك ناجح). أثناء اللعب، يبذل الأعضاء طاقة نيابة عن الفريق (الاستثمار الشخصي في المجموعة). ومع استمرار فوز الفريق، يصبح أعضاء الفريق معترفًا بهم ويتم تهنئتهم (التكريم وتحقيق مكانة لكونهم أعضاء). يذكر شخص ما أن على الجميع شراء قمصان وأحذية متطابقة (رموز مشتركة) وبالفعل يقومون بذلك (التأثير).

#### الأبحاث الحالية
في دراسة أجريت عام 2002 حول [مجتمع المصلحة]، وبوجه خاص - مجتمع فاندوم للخيال العلمي، يشير أوبست، وزينكويش، وسميث أن التحديد الواعي هو البعد الخامس (أوبست، 2002).

## التقييم التجريبي
من الممكن تكييف مؤشر الإحساس بالانتماء للمجتمع (SCI) لتشافيز وآخرين (انظر تشيبور وبرتي، 1999؛ ولونج وبيركينز 2003)، صمم في الأصل لتكون الأحياء السكنية هي المرجع، لدراسة غيرها من المجتمعات أيضًا، بما في ذلك أمكان العمل، والمدراس، والمجتمعات الدينية، ومجتمعات المصلحة، وغيرها.

## الحواشي
1. ↑  Chigbu, U.E. (2013). Fostering rural sense of place: the missing piece in Uturu, Nigeria. Development In Practice, 23 (2): pp. 264-277. View and download article: http://www.tandfonline.com/doi/abs/10.1080/09614524.2013.772120 نسخة محفوظة 31 أغسطس 2020 على موقع واي باك مشين.

## وصلات خارجية
- http://www.wright-house.com/psychology/sense-of-community.html Psychological Sense of Community]: Theory of McMillan & Chavis.